# Synalus terrosus
Synalus terrosus är en spindelart som beskrevs av Simon 1895. Synalus terrosus ingår i släktet Synalus och familjen krabbspindlar.
Artens utbredningsområde är Tasmanien. Inga underarter finns listade i Catalogue of Life.